# Упырь в мифологии коми
Упырь — мифологический персонаж загробного мира у многих народов, в том числе и у коми.
У народов коми было принято считать, что упырями становятся те, кто вредил людям ещё при жизни. К таковым можно было отнести колдунов, пьяниц, разгульных женщин.
Также упырями становились покойники, которых отпели не по правилам. Их нужно было отпеть дважды и, чтобы они не могли выбраться из могилы, им связывали руки.
В случае несоблюдения этого обряда упырь, изо рта которого вырывалось пламя, ночью выбирался из могилы.
Неотпетого упыря, однако, нелегко было отличить от живых людей. Особенно его привлекали шумные гулянья в деревне, где он смешивался с обитателями мира живых. Там он примечал пьяных, у которых позже высасывал кровь. Пьяные люди от этого укуса становились больными. Чтобы их вылечить, требовалось раскопать упыря из могилы и забрать у него высосанную кровь, смешать её с женским молоком и дать получившийся напиток больному во время парилки в бане.
Коми-зыряне верили, что упыри проникают в мир живых в самые тёмные сутки года, во время зимнего солнцеворота. Особенно опасны те, которых похоронили не по правилам. Они могут явиться в образе маленьких чёрных человечков и утащить живых в леса и в воду.